# Проводное вещание
Проводно́е радиовеща́ние (проводное вещание, радиофикация) — распространение программ звукового вещания посредством проводных линий. Звуковое вещание — передача звуковой информации общего назначения широкому кругу территориально-рассредоточенных слушателей. В российском законодательстве используется термин проводное радиовещание. Ранее в 1994—2005 годах использовался термин проводное вещание (радиофикация).
Преимущества проводного вещания — относительно высокое качество звучания с минимумом помех при простоте и дешевизне абонентских приёмников, энергонезависимость, высокая надежность за счёт простоты устройства и дублирования многих элементов системы, более высокая защищенность при радиоподавлении по сравнению с беспроводным радиовещанием. Недостатки — необходимость прокладки разветвлённых вещательных сетей, возможность использования только стационарных приёмников, ограниченный выбор программ для прослушивания.
Важную роль играет система проводного вещания в гражданской обороне на случай чрезвычайных происшествий, система предусматривает включение громкоговорителей уличного оповещения и сирен оповещения по команде диспетчера.

## Вещание по телефонной сети
В ряде европейских стран получило распространение проводное вещание по обычной телефонной сети. Звуковые частоты используются для телефонной связи, а многоканальное вещание ведётся на ультразвуковых частотах 150…300 кГц. Такое решение особенно популярно, например, в горных районах, где не принимаются радиостанции УКВ ЧМ (а качество радиопередач АМ значительно ниже, чем у проводного вещания).

## По странам

### СССР

#### Однопрограммное проводное вещание: Всесоюзное радио (1925—1962)
С 1925 года в РСФСР приёмники проводного вещания стали устанавливаться в жилых домах. К 1937 г. на тысячу жителей приходилось примерно 25 радиоточек.
В частности в книге Генри Пикера «Застольные разговоры Гитлера» есть следующее упоминание проводного радиовещания на территории Советского Союза:

…И если продукты на Украине просто немыслимо дешевы, то любой технический прибор стоит чертовски дорого. Поражает, однако, что, несмотря на это, почти во всех домах можно обнаружить радиоточку. За обедом шефу также сообщили, что и в районе ставки «Волк-оборотень» каждый дом подключен к проводной радиотрансляционной сети. Шеф в связи с этим заметил, что это служит доказательством того, что Советы не только вовремя оценили значение радиовещания, но и осознали, какую опасность оно в себе таит.
В годы Великой Отечественной войны проводное вещание широко использовалось для оповещения населения о налётах вражеской авиации. В то время как обычные эфирные радиоприёмники на время войны были у населения изъяты, проводное вещание оставалось практически единственным источником информации.

#### Трёхпрограммное проводное вещание Всесоюзного радио: 1-я программа, 2-я программа («Маяк»), 3-я программа (1962—1991)
С 1962 г. началось внедрение системы трёхпрограммного проводного вещания в СССР; на тот момент всего насчитывалось около 48 млн радиоточек. В марте 1964 г. было принято постановление Совета Министров РСФСР (были также аналогичные постановления в других союзных республиках) об обязательном наличии радиотрансляционной сети во всех строящихся жилых домах. К началу XI пятилетки в стране было 81,6 млн абонентских устройств.
По сети проводного вещания транслировались: на звуковых частотах Первая программа Всесоюзного радио, на частоте 78 кГц Вторая программа Всесоюзного радио («Маяк») и на частоте 120 кГц Третья программа Всесоюзного радио.
В связи с распространением домашних радиоточек прекратилась трансляция радиопрограмм через уличные громкоговорители. Часть их могла быть использована для экстренного оповещения населения.
Наибольшего развития проводное вещание достигло во второй половине 80-х годов. Радиотрансляционные розетки (радиоточки) устанавливались во всех жилых, общественных, торговых и административных помещениях, была создана развитая сеть, стоимость услуг была низка. Вещание шло либо через громкоговорители районных радиотрансляционных сетей (в таком случае вещала только 1-я программа Всесоюзного радио, областные радиостанции и районные радиоузлы), либо через трёхпрограммные приёмники. Проводное радиовещание стало одним из важнейших средств массовой информации наряду с телевидением, эфирным вещанием и периодическими изданиями. В лучшие свои годы оно было доступно 90 % населения Советского Союза.
В системе трёхпрограммного проводного вещания, созданной в СССР, первая программа передаётся на звуковых частотах, что позволяет использовать для её прослушивания простейший однопрограммный приёмник. Вторая и третья программы передаются в высокочастотном диапазоне с использованием амплитудной модуляции (часто́ты несущих составляют соответственно 78 и 120 кГц). Поскольку на ультразвуковых частотах затухание сигнала в линии довольно велико, трёхпрограммный абонентский приёмник должен включать в себя усилитель. В СССР был налажен выпуск относительно простых и надежных трёхпрограммных приёмников, обычно выполненных по схеме прямого усиления (трёхпрограммников), которые включались одним штепселем в радиотрансляционную сеть, другим в электроосветительную сеть. В абсолютном большинстве из них была предусмотрена возможность прослушивания первой программы без подключения приёмника к электроосветительной сети, что сохраняло для абонентов важнейшее из достоинств системы вещания — её энергонезависимость, но лишь только на одной первой программе.
В 1990 году было анонсировано введение 4-й программы проводного вещания на частоте 52 кГц, но, по причине распада СССР и стремительной утере интереса к проводному вещанию, введение 4-й программы не состоялось.

### Россия
Россия унаследовала созданную в СССР трёхпрограммную систему вещания. В сентябре 1991 года на звуковой частоте стало вещать «Радио России», на 2-й кнопке по-прежнему было радио «Маяк», на 3-й — «Радио-1». 4 августа 1997 года на частоте 120 кГц начинали вещать частные радиокомпании.
С 1 июля 2012 года было прекращено вещание проводного радио в Казани и по всей республике Татарстан. До отключения проводное вещание осуществлялось по трёхпрограммной системе. На первой кнопке радиоприёмника транслировалось Радио России, на второй — Маяк, на третьей — Relax FM. Официальной причиной отключения является истечение срока действия лицензии на оказании услуг проводного радиовещания. Неофициальная — региональный поставщик услуги в 4 квартале 2011 года был приобретён компанией МТС, для которой проводное радиовещание является нерентабельным.
По состоянию на 2024 год работает трёхпрограммная система от ФГУП «Российские сети вещания и оповещения» (ФГУП РСВО). На первой программе транслируется Радио России , на второй — Маяк, на третьей — Радио Москвы. Но популярность проводного вещания давно прошла (Маяк и Радио России также работают и в диапазоне УКВ), в большинстве квартир нет приёмника для проводного вещания, в магазины эти приёмники почти не поступают, или стоят трехпрограммные приемники значительно дороже аналогичных эфирных, принимающих в Москве более 50-ти круглосуточных радиостанций, а ежемесячная абонентская плата в размере 154 рубля 26 копеек (постоянно повышается и сравнима со стоимостью интернет трафика дающего доступ к стриминговым сервисам) — способствует тому, что жители отключают свои квартиры от проводного вещания совсем).
В Ростовской области радиоточки есть лишь у 1 % её населения (10 000 чел.), в Саратовской — отмечено весьма значительное падение числа радиоточек до 10 000, в Смоленской — менее 11000 чел.; в Челябинской этот показатель достиг 20 %; а в Ярославской — отключено во всех райцентрах, сёлах и в Рыбинске (осталось только в Ярославле).

#### Уличное вещание
В последние годы уличное радио вернулось в крупные города России:
- Москва — с 1997 г.[13]
- Тюмень — с 2003 г.
- Челябинск — с 13 сентября 2004 г.[14]
- Красноярск — с 2004 г.[15]
- Уфа — с 2004 г.
- Воронеж — с 2005 г.[16]
- Таганрог — с ноября 2005 г.
- Кемерово — с 2004 г.[17]
- Краснодар — с 2007 г.[18]
- Нижний Новгород — с 2007 г.
- Новосибирск — с 2007 г.
- Тула — с 2011 г.[19][20]
- Улан-Удэ — с 2007 г.
- Чита — с 2007 г.
- Пермь
- Киров
- Казань
- Каменск-Шахтинский
- Ярославль
- Владивосток
- Йошкар-Ола

### Беларусь
На первой программе вещал Первый Национальный канал Белорусского радио, на второй программе — «Культура», на третьей — «Сталiца». С 1 октября 2016 года проводное радиовещание отключено по всей Беларуси. В 2011 году в Беларуси 40 % жителей слушали проводное радио. Ранее до конца 2014 года радио было отключено в районных центрах, а также в сельской местности.

### Украина
Вещание ведётся через районные радиотрансляционные сети. На первой программе вещает «Украинское радио»; ранее вещали на второй программе — «Промінь», а на третьей — «Культура».
В 1991 году 19 млн украинских домохозяйств имели радиоточки, к 2014 году таких оставалось около 1,5 млн, — по словам члена набсовета Национальной общественной телерадиокомпании Украины Вадима Миского. Сетями распространения владеет оператор связи «Укртелеком», а на одной программе проводного радио транслируется радиоканал Общественного вещания.
«Количество редакций проводного вещания сокращается. У нас есть статистика, согласно которой ещё в 2015 году таких редакций было 234, уже в 2016 году — 199 и на сегодняшний день их уже работает 195», — заявил член Национального совета Украины по вопросам телевидения и радиовещания Сергей Костинский.
По состоянию на весну 2019 года у населения ещё оставалось 400 000 работающих радиоточек (360 000 в городах и 40 000 в сёлах), и с каждым месяцем их число неуклонно сокращается более чем на 10 000. Абонентская плата за радиоточку составляет 35 гривен (93 рубля по курсу ЦБ РФ) в месяц. В таких городах — областных центрах, как Винница и Николаев, не осталось ни одного абонента проводного вещания. Из-за массового отказа радиослушателей от проводного радио с 1 января 2019 года «Укртелеком» прекратил проводное вещание в Одессе, а с 1 апреля — в Днепре и области. С 1 февраля 2020 года проводное вещание прекращено в Одесской, Николаевской, Херсонской и Закарпатской областях. Подключение новых абонентов к проводному вещанию в Украине прекратилось с 1 января 2020 года.

## Системы синхронного перевода
При организации синхронного перевода чаще всего используется проводное вещание (хотя существуют и беспроводные системы с использованием радиоволн или инфракрасных лучей).
Первая в мире установка синхронного перевода была разработана в 1928 году для VI конгресса Коминтерна в Москве. Система обслуживала около 1000 делегатов, переводы производились на пяти языках.